# Амстел (бира)
„Амстел“ (на нидерландски: Amstel) е марка нидерландска лагер бира, която принадлежи на международната пивоварна компания „Хейнекен“, Нидерландия.

## История
Амстел е създадена през 1870 г. в Амстердам, Нидерландия, от Де Пестер и Я. Х. ван Марвийк-Коой.
Нейното производство в България започва през 2001 г., като се запазват същата, автентична бирена рецепта, съставки и контрол на качеството, които са направили Amstel такава успешна марка в повече от 120 държави по целия свят.

## Име и лого
Името на фирмата Amstel произлиза от реката, която преминава през гр. Амстердам. Бирената фабрика е построена в близост до р. Амстел, чиито води се използват за охлаждане на бирата. Червеният и белият цвят са неотменна част от наследството на Amstel. Официалната версия гласи, че червеното е предпочетено поради това, че е традиционният цвят на Амстердам.

## Награди
- 1888 година – Брюксел: Почетен диплом – международен конкурс за наука и промишленост.
- 1895 година – Световно изложение в Амстердам: Почетен кръст и почетен медал от Кралицата.
- 1903 година – Милано – три първи награди и специален диплом.